# Materpiscis
Materpiscis byl rod pancířnatých ryb, který žil v období před 380 miliony let. Byl obyvatelem mělkých moří, živil se převážně bezobratlými živočichy, jejichž schránky drtil ostrými výčnělky čelistí. Příslušníci rodu dosahovali délky okolo 30 centimetrů, objevil se u nich pohlavní dimorfismus.
Latinský název Materpiscis (rybí matka) dostal živočich podle nálezu fosilizovaného těla samice, obsahujícího embryo s pupeční šňůrou. Tato ryba je tedy nejstarším známým živorodým organismem.
Typový exemplář pochází z formace Gogo na severozápadě Austrálie, byl nalezen v roce 2005 a byl pojmenován Materpiscis attenboroughi na počest Davida Attenborougha.